# Karl Neumann (Pädagoge)

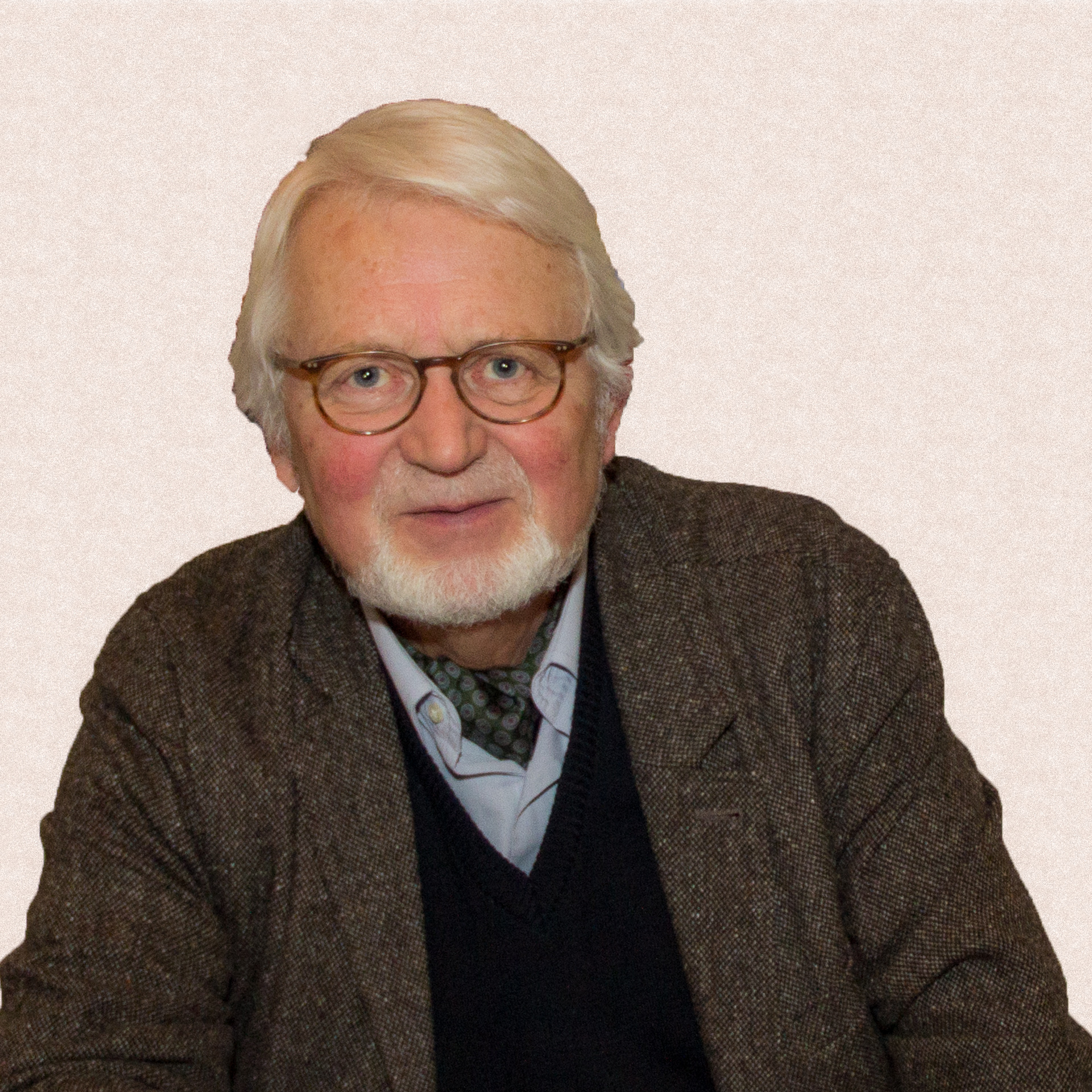
Karl Neumann

Karl Neumann (* 17. Oktober 1939 in Holzminden) ist ein deutscher Universitätsprofessor für Allgemeine Pädagogik und Schulpädagogik. Seine Lehr- und Forschungstätigkeit übte er von 1980 bis 1995 an der Georg-August-Universität Göttingen und von 1995 bis zu seiner Pensionierung 2005 an der Technischen Universität Carolo-Wilhelmina zu Braunschweig aus. Von 1999 bis 2001 war er Vizepräsident für die Ressorts Lehre, Studium und Weiterbildung sowie Internationale Beziehungen an der TU Braunschweig.

## Werdegang
Karl Neumann wurde in Holzminden (Niedersachsen) geboren. Er studierte von 1959 bis 1965 Philosophie, Germanistik, Geschichte und Pädagogik an den Universitäten von Göttingen, Berlin und Wien. Anschließend arbeitete er bis 1980 an der Pädagogischen Hochschule Niedersachsen als Wissenschaftlicher Assistent, Akademischer Rat und Hochschuldozent. Während dieser Zeit erschien 1973 seine Dissertation Gegenständlichkeit und Existenzbedeutung des Schönen – Untersuchungen zu Kants Kritik der ästhetischen Urteilskraft. 1980 wechselte er auf die Professur für Allgemeine Pädagogik am Fachbereich Erziehungswissenschaften der Georg-August-Universität Göttingen.
1995 wurde er auf die Professur für Schulpädagogik an die Technische Universität Braunschweig berufen, an der er bis zu seiner Pensionierung 2005 blieb. Von 1995 bis 2009 war er Wissenschaftlicher Leiter der Arbeitsstelle für Hochschuldidaktik, die 2000 zum Kompetenzzentrum Hochschuldidaktik für Niedersachsen wurde.
Darüber hinaus ist Neumann seit 2001 Mitglied im Vorstand der International Froebel Society – Deutschland e.V. (IFS-D), Vorsitzender ab 2007 und Ehrenvorsitzender ab 2015, sowie bis heute Mitglied im Executive Committee der International Froebel Society (IFS).
Forschungsaufenthalte und Vortragstätigkeiten führten Neumann unter anderem an die Sorbonne (Paris), die Universitäten Oslo und Trondheim, die Tonji-Universität Schanghai sowie an die japanischen Universitäten Hiroshima, Hyogo, Naruto, Fukuoka, Tokyo und Kyoto.
Seit seiner Pensionierung im Jahre 2005 betreibt er in der Hauptsache Fröbelforschung.

## Werke (Auswahl)
- Karl Neumann: Gegenständlichkeit und Existenzbedeutung des Schönen. Untersuchungen zu Kants "Kritik der ästhetischen Urteilskraft". In: Ingeborg Heidemann im Auftrage der Kantgesellschaft Landesgruppe Rheinland-Westfalen (Hrsg.) Kantstudien. Ergänzungshefte; 105 Bouvier, Bonn 1973, ISBN 3-416-00834-0.
- Karl Neumann (Hrsg.): Kindsein. zur Lebenssituation von Kindern in modernen Gesellschaften. Vandenhoeck & Ruprecht, Göttingen 1981, ISBN 3-525-33461-3.
- Günter Erning, Karl Neumann, Jürgen Reyer (Hrsg.): Geschichte des Kindergartens. (Band 1 Entstehung und Entwicklung der öffentlichen Kleinkindererziehung in Deutschland von den Anfängen bis zur Gegenwart). Lambertus, Freiburg im Breisgau 1987, ISBN 3-7841-0378-2.
- Günter Erning, Karl Neumann, Jürgen Reyer (Hrsg.): Geschichte des Kindergartens. (Band 2 Institutionelle Aspekte, systematische Perspektiven, Entwicklungsverläufe). Lambertus, Freiburg im Breisgau 1987, ISBN 3-7841-0378-2.
- Dietrich Hoffmann, Karl Neumann (Hrsg.): Erziehung und Erziehungswissenschaft in der BRD und der DDR. (Band 1 Die Teilung der Pädagogik (1945–1965)). Beltz, Weinheim 1994, ISBN 3-89271-525-4.
- Dietrich Hoffmann, Karl Neumann (Hrsg.): Erziehung und Erziehungswissenschaft in der BRD und der DDR. (Band 2 Divergenzen und Konvergenzen (1965–1989)). Beltz, Weinheim 1995, ISBN 3-89271-526-2.
- Dietrich Hoffmann, Karl Neumann (Hrsg.): Erziehung und Erziehungswissenschaft in der BRD und der DDR. (Band 3 Die Vereinigung der Pädagogiken (1989–1995)). Beltz, Weinheim 1996, ISBN 3-89271-659-5.
- Günter Lange, Karl Neumann, Werner Ziesenis (Hrsg.): Taschenbuch des Deutschunterrichts. Grundfragen und Praxis der Sprach- und Literaturdidaktik. (Band l Grundlagen – Sprachdidaktik – Mediendidaktik). 6., vollständig überarbeitete Auflage. – Jubiläumsausgabe. Schneider Verlag Hohengehren, Baltmannsweiler 1998, ISBN 3-89676-075-0.
- Günter Lange, Karl Neumann, Werner Ziesenis (Hrsg.): Taschenbuch des Deutschunterrichts. Grundfragen und Praxis der Sprach- und Literaturdidaktik. (Band 2 Literaturdidaktik: Klassische Form, Trivialliteratur, Gebrauchstexte). 6., vollständig überarbeitete Auflage. – Jubiläumsausgabe. Schneider Verlag Hohengehren, Baltmannsweiler 1998, ISBN 3-89676-075-0.
- Karl Neumann, Jürgen Osterloh (Hrsg.): Gute Lehre in der Vielfalt der Disziplinen. Hochschuldidaktik an der Technischen Universität Braunschweig. Beltz, Weinheim 2002, ISBN 3-407-32016-7.
- Karl Neumann, Ulf Sauerbrey, Michael Winkler (Hrsg.): Fröbelpädagogik im Kontext der Moderne. Bildung, Erziehung und soziales Handeln. Jena 2010, ISBN 978-3-941854-31-4.
- Karl Neumann: Lebenskompetenz entwickeln im Dialog – zur Aktualität der Pädagogik Friedrich Fröbels. In: Diskurs Kindheits- und Jugendforschung / Discourse. Journal of Childhood and Adolescence Research. 10, Nr. 4, 2015, ISSN 1862-5002, S. 381–398. (Zeitschriftenartikel (Volltext) im Social Science Open Access Repository (SSOAR))